# Micro-Star International
Micro-Star International Co., Ltd (MSI), bedre kendt som MSI, er en Taiwansk elektronikvirksomhed, som er en af verdens største producenter af elektronik med fabrikker i Shenzhen samt forskning og udvikling i Kunshan.

## Historie
MSI blev etableret i august 1986 i Jhonghe, Taipei med 5 grundlæggere - Xu Xiang (alias Joseph Hsu), Huang Jinqing (alias Jeans Huang), Lin Wentong (alias Frank Lin), Du Xian'neng (aka Kenny Yu) og Lu Qilong (aka Henry Lu). MSI har siden grundlæggelsen koncentreret sig om udvikling og fremstilling af bundkort og grafikkort. I 1987 producerede virksomheden verdens første overclocking bundkort.
MSI har også udvidet sig til Kina, hvor de har åbnet en forsknings- og udviklingsfacilitetsgruppe i byen Kunshan i 2001.
I 2008 etablerede MSI FUNTORO et datterselskab, der udvikler IT-løsninger til biler, Passenger Information System, og fokus på området for offentlig transport.

## Tidslinje
- 1987 MSI introducerede den 1. ”overclockable” 286 bundkort
- 1991 MSI introducerede det 1. 486/586 bundkort
- 1995 MSI introducerede Dual Pentium Pro-baseret bundkort (MS-5129)
- 1997 MSI introducerede verdens 1. Dual Pentium II-baserede bundkort, 1. grafikkort produkt (MS-4413), og 1. barebone produkt
  - MSI indviet Plant jeg i Jung-Han by
- 1998 MSI blev en offentlig virksomhed, da den gik på børsen IPO (Initial Public Offering, ) på Taipei Stock Exchange (TAIEX)
- 1998 MSI introducerede verdens 1. Socket 7 baseret bundkort (MS-5169)
- 2000 MSI Computer (Shenzhen) Co, Ltd blev grundlagt
  - MSI indviet Plant III i Jung-Han by
  - MSI introducerede den 1. Set-Top Box produkt
- 2001 MSI Electronics (Kunshan) Co, Ltd blev grundlagt
- 2002 MSI introducerede verdens 1. PC2PC Bluetooth & WLAN mainboard
- 2003 MSI introducerede den 1. Pen Tablet PC produkt (PenNote3100)
- 2004 MSI introducerede 1. Notebook produkt (M510C)
- 2005 MSI årlige NB forsendelse toppet 100K
- 2006 MSI introducerede verdens 1. soldrevne notebook og MP3-afspiller produkt (Concept Product)
  - MSI introducerede den 1. Industrial Computing produkt
- 2007 MSI introducerede verdens 1. OC Notebook & verdens 1. krystal forbundet Notebook
  - MSI bundkort var den eneste vinder til årets "Best Choice for Computex 2007" award
  - MSI Notebook (PR200) vandt "Red Dot Award: Product Design 2007"
- 2008 MSI introducerede verdens 1. Anion Notebook (Concept Product)
  - MSI introducerede verdens 1. Professional Portable elektrokardiogram
  - MSI introducerede verdens 1. 10 "Netbook
  - MSI introducerede verdens 1. Hybrid Opbevaring Netbook
  - MSI har været rangeret blandt de Top 20 Taiwan Global Brands
- 2009 MSI introducerede 1. Ultra Slim Notebook (X320)
  - MSI introducerede den 1. All-in-One PC (AP1900)
  - MSI Netbook & Car Infotainment produkt vandt det bedste valg af Computex Taipei 2009 Award
- 2010 MSI introducerede den militære klasse bundkort serie
  - MSI X620 Notebook og Wind U160 netbook vandt iF Product Design Award
  - MSI introducerede verdens 1. 24 "3D All-in-One PC
  - MSI Wind Top AE2220 vandt den prestigefyldte CeBIT Trailer Award for 2010
  - MSI Bundkort & Car Infotainment produkt vandt det bedste valg af Computex Taipei 2010 Award
  - MSI Notebook (X360) vandt for flest køb af Notebook 'Choice Award i Computex Taipei 2010
  - MSI introducerede verdens 1. SSI Blade Server
- 2011 MSI har tildelt fra Taiwan Excellence i 13. år i træk.
  - MSI N460GTX Hawk grafikkort vandt i 2011 CES Innovations Award.
  - MSI vandt en af Top 100 Taiwan Brands, der adskiller sig blandt 500 mærker
- 2012 MSI introducerede verdens 1:e PCI Express Gen 3 mainboard

25°0′26″N 121°29′14″Ø / 25.00722°N 121.48722°Ø